# Майлер, Симона
Симона Майлер (нем. Simona Meiler; род. 13 сентября 1989, Флимс) — швейцарская сноубордистка, выступающая в сноуборд-кроссе.
- Многократный призёр этапов Кубка мира (всего — 2 подиума);
- Бронзовый призёр зимней Универсиады 2015.

## Спортивная карьера
Симона Майлер дебютировала на международных соревнованиях в январе 2005 года. В серии FIS Race она стала седьмой. В дальнейшем Симона — победитель (25.03.2006, Дизентис), обладатель трёх серебряных и трёх бронзовых наград. В январе 2005 года она была второй на Европейском юношеском Олимпийском фестивале в швейцарском Монте. На этапе юниорского кубка 9 апреля 2006 года была второй. В марте 2005 года дебютировала на этапах Кубка Европы. Победила на этапе в Серфаусе 1 апреля 2007 года. Также дважды была второй и дважды третьей. Участница трёх чемпионатов мира. Лучший результат — 10 место (2009). Участница 10 чемпионатов Швейцарии. Дважды (2008, 2010) становилась чемпионкой и трижды (2007, 2012, 2013) вице-чемпионкой. Принимала участие в пяти юниорских чемпионатах мира. Лучший результат — 4 место (2008, 2009). В октябре 2005 года дебютировала на этапах Кубка мира. На этапах в Тельюрайде и Ла-Молина в сезоне 2009/10 взяла серебро. Участница двух Олимпиад. В 2010 году была девятой. А через четыре года в Сочи — десятой. Бронзовый призёр Универсиады-2015 в Гранаде (Испания).